# Numerisk værdi
Den numeriske værdi (undertiden også den absolutte værdi) af et tal forstås i matematikken som en værdi med ikke-negativt fortegn, svarende til en værdi i en given mængde, normalt de komplekse tals legeme eller en underring heraf. For de reelle tals legeme {\displaystyle \mathbb {R} } er den numeriske værdi af et tal {\displaystyle -x}, hvis {\displaystyle x<0} , ellers {\displaystyle x}. En numerisk værdi kan også fortolkes som tallets afstand til 0 på den reelle tallinje (se illustration).
Den numeriske værdi af et udtryk skrives med lodrette streger omkring udtrykket. Det gælder eksempelvis at:
|-3| = 3 (Læses: Den numeriske værdi af -3 er 3).
|7| = 7 (Læses: Den numeriske værdi af 7 er 7).
Den numeriske værdi kan også skrives som en funktion: abs(z), hvilket især er udbredt i programmeringssprog.
I de komplekse tals legeme {\displaystyle \mathbb {C} } er {\displaystyle |z|={\sqrt {Re(z)^{2}+Im(z)^{2}}}={\sqrt {z{\bar {z}}}}} (altså længden af vektoren :{\displaystyle {\begin{bmatrix}Re(z)\\Im(z)\end{bmatrix}}}). Bemærk her, at den numeriske værdi stadig kan fortolkes som afstanden til origo, hvis de komplekse tal visualiseres som et plan.